# Рекшино (платформа)
Ре́кшино — остановочный пункт Нижегородского региона Горьковской железной дороги, находящийся вблизи деревни Рекшино. С платформ открывается выход как к деревне Рекшино, так и к изобилию дачных участков. Находится вблизи автотрассы Р-159 Нижний Новгород — Киров. Собственного вокзала не имеет. Код станции: 265
Спорт: Местная футбольная команда "Торпедо Рекшино" участвует в чемпионате города Бор.

## История
По одному из вариантов строительства дороги нынешняя ветка железной дороги должна была идти севернее и выходить к платформе Рекшино.
В 2008 году платформа испытывала проблемы с освещением.